# Renee Wickliffe

a Compétitions nationales et continentales officielles uniquement.

b Matchs officiels uniquement.
Renee Woodman-Wickliffe, née Renee Wickliffe le 30 mai 1987 à Thames (Nouvelle-Zélande), est une joueuse internationale néo-zélandaise de rugby à XV évoluant au poste d'ailière.
Sa femme, Portia Woodman-Wickliffe, est également internationale néo-zélandaise de rugby à XV.

## Biographie
Renee Wickliffe naît le 30 mai 1987 à Thames en Nouvelle-Zélande. En 2022, elle joue pour la franchise des Chiefs Manawa. Elle compte 44 sélections en équipe de Nouvelle-Zélande quand elle est retenue en septembre 2022 pour disputer sous les couleurs de son pays la Coupe du monde qui se joue pour elle à domicile.